# وزارة الكهرباء والطاقة المتجددة (مصر)
وزارة الكهرباء والطاقة المتجددة هي الوزارة المسؤولة عن إنشاء وإدارة وتطوير مشروعات الكهرباء والطاقة المتجددة في جمهورية مصر العربية.
تأسست أول وزارة مستقلة للقوى الكهربائية بالقرار الجمهوري رقم 147 لسنة 1964 وتلي ذلك عدة قرارات معدلة له آخرها القرار الجمهوري رقم 1103 لسنة 1974 بتنظيم وزارة الكهرباء والذي حدد معه أهداف وزارة الكهرباء.

## أهداف الوزارة
تهدف وزارة الكهرباء إلى توفير الكهرباء وتعميمها في جميع أنحاء البلاد وتختص في سبيل ذلك بما يأتي:
- رسم السياسة ووضع الخطة العامة بما يتمشى مع التطور العلمي والتكنولوجي والإشراف على تنفيذ هذه السياسة ومتابعة ومراقبة أوجه النشاط المختلفة في مجالات الكهرباء.
- تحديد تعريفة توزيع وبيع الطاقة الكهربائية على الجهود المختلفة لكافة الاستخداما.
- الإشراف على دراسة وتنفيذ المشروعات الكهربائية ذات الأهمية الخاصة.
- وضع نظم الإحصاءات والبيانات المتعلقة بالكهرباء في كافة المجالات.
- تنظيم تقديم المشورة والخبرة والمعونة الفنية للبلاد العربية وغيرها في مجالات الطاقة الكهربائية.

## الهيئات التابعة
- الشركة القابضة لكهرباء مصر

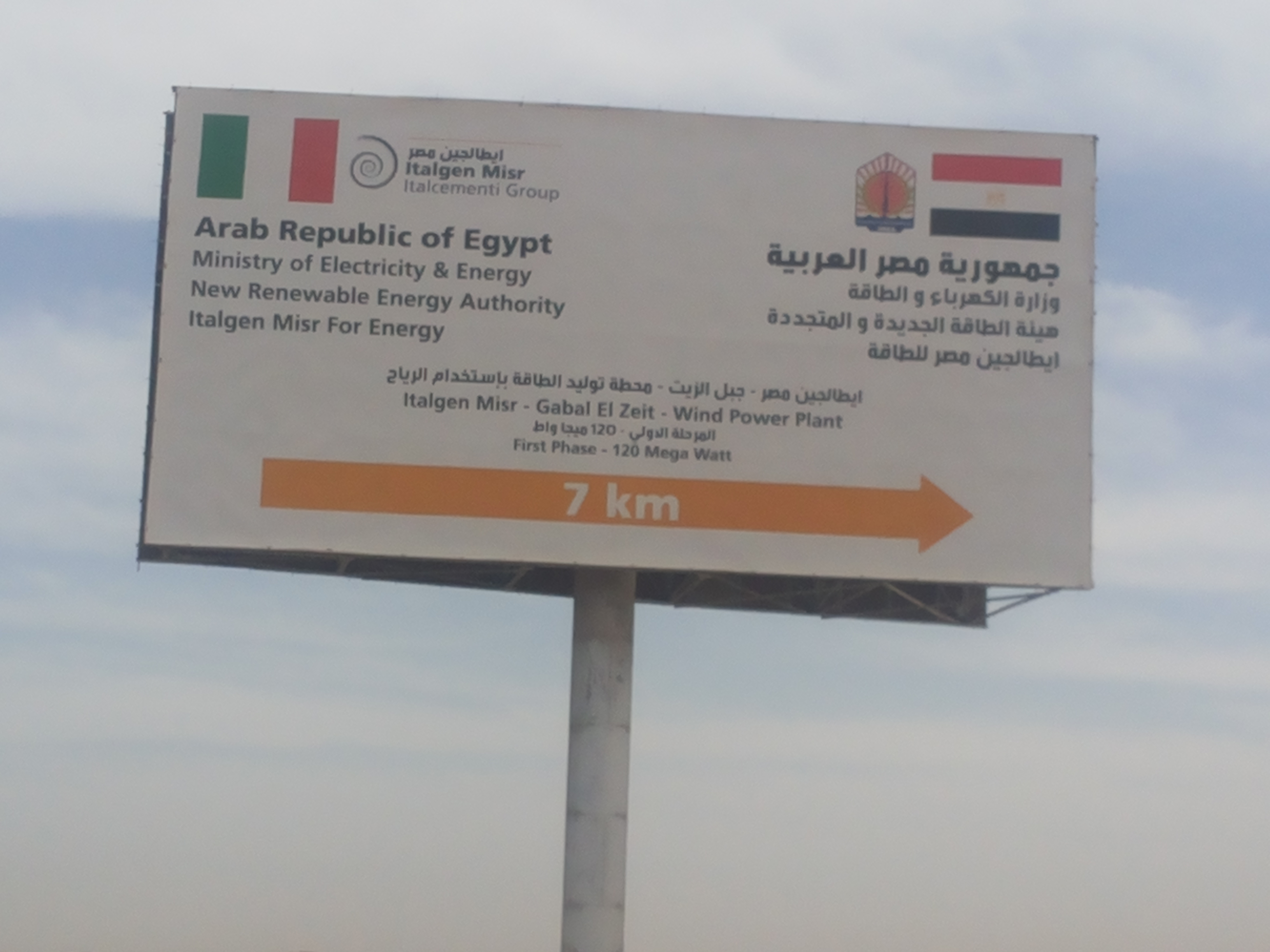

- جهاز تنظيم مرفق الكهرباء وحماية المستهلك
- الجهاز التنفيذي للإشراف على مشروعات المحطات النووية
- هيئة المواد النووية
- هيئة الطاقة الذرية
- هيئة المحطات النووية لتوليد الكهرباء
- هيئة تنمية واستخدام الطاقة الجديدة والمتجددة (حلت الهيئة محل كل من هيئة تنفيذ مشروعات المحطات المائية وهيئة تنفيذ مشروع منخفض القطارة)
- مركز معلومات وزارة الكهرباء والطاقة المتجددة

## الوزراء
- الوزراء السابقون

| الإسم                      | تولي المنصب    | ترك المنصب     | المدة            |
| -------------------------- | -------------- | -------------- | ---------------- |
| د / محمد عزت سلامة         | 25 مارس 1964   | 30 سبتمبر 1965 | 1 سنة، 189 يوماً  |
| د / مصطفى خليل             | 1 أكتوبر 1965  | 9 سبتمبر 1966  | 0 سنة، 343 يوماً  |
| م / محمود يونس             | 10 سبتمبر 1966 | 18 يونيو 1967  | 0 سنة، 281 يوماً  |
| م / محمد صدقي سليمان       | 19 يونيو 1967  | 19 مارس 1968   | 0 سنة، 274 يوماً  |
| م / حلمي السعيد            | 18 نوفمبر 1970 | 13 مايو 1971   | 0 سنة، 176 يوماً  |
| م / أحمد سلطان             | 25 سبتمبر 1974 | 15 أبريل 1975  | 0 سنة، 202 يوماً  |
| م / مصطفى كمال صبرى        | 6 أكتوبر 1978  | 14 مايو 1980   | 1 سنة، 221 يوماً  |
| م / ماهر أباظة             | 14 مايو 1980   | 5 أكتوبر 1999  | 19 سنة، 144 يوماً |
| د / علي الصعيدي            | 10 أكتوبر 1999 | 21 نوفمبر 2001 | 2 سنة، 42 يوماً   |
| د / حسن يونس               | 21 نوفمبر 2001 | 2 أغسطس 2012   | 10 سنة، 255 يوماً |
| م / محمود بلبع             | 3 أغسطس 2012   | 4 يناير 2013   | 0 سنة، 154 يوماً  |
| م / أحمد مصطفى إمام        | 6 يناير 2013   | 24 فبراير 2014 | 1 سنة، 49 يوماً   |
| م / محمد حامد شاكر المرقبي | 24 فبراير 2014 | 2 يوليو 2024   | 10 سنة، 129 يوماً |
| محمود عصمت                 | 3 يوليو 2024   | حتى الآن       | 0 سنة، 263 يوماً  |